# Туманово (Сахалинская область)
Тума́ново — село в Сахалинской области России, в Макаровском городском округе.

## География
Расположено на юго-восточном берегу острова Сахалин в 11 км к северу от районного центра города Макаров. В селе протекает река Горная.

## История
До 1946 года село носило название Хигасисакутан (яп. 東柵丹). После передачи Южного Сахалина СССР село 15 октября 1947 года получило современное название — по климатическим условиям — частым туманам.
В 1947 году в Макаровском районе был образован сельский совет Горный, в состав которого вошло село Туманово.

## Население
| 1925 | 1935 | 2002 | 2010 | 2013 | 2021 |
| ---- | ---- | ---- | ---- | ---- | ---- |
| 180  | ↗739 | ↘25  | ↘6   | ↘5   | ↗17  |

По переписи 2002 года население — 25 человек (14 мужчин, 11 женщин). Преобладающая национальность — русские (76 %).